# 京北熊田町
京北熊田町（けいほくくまたちょう）は、京都市右京区の地名である。
2017年1月現在の人口は99人。

## 歴史
古代から周山町発足までの変遷は周山町を参照。
- 1943年（昭和18年）4月1日 - 周山村が町制施行して周山町となり、『京都府北桑田郡周山町字熊田』となる。
- 1955年（昭和30年）3月1日 - 周山町が細野村・宇津村・山国村・黒田村・弓削村と合併して京北町が発足し、『京都府北桑田郡京北町字熊田』となる。
- 2005年（平成17年）4月1日 - 京北町が京都市右京区に編入し、『京都府京都市右京区京北熊田町』となる。

## 小字一覧
- あ行
  - 雨ケ岳
  - 稲谷
  - 梅ノ木谷
  - 大迫
  - 大藤
  - 奥山口
  - 小田原谷
- か行
  - 木戸ケ谷
- さ行
  - 笹原峠
  - 四通り田
  - 勝負谷
  - 白草ノシタ
  - 新田
  - 善花坊
- た行
  - 高谷
- な行
  - 縄手ノ下
  - 西谷
- は行
  - 東谷
  - 東ノ本
  - 廣野
  - 深毛
  - 坊
  - 坊ノシタ
- ま行
  - 松ケ下
  - 宮ノ前
- や行
  - 矢谷奥
  - 矢谷口
  - 山伏ノ本

## 道路
- 京都府道443号佐々江京北線
- 京都府道365号中地熊田線

## 川
- 熊田川

## 学区
- 京都市立京都京北小中学校

## 町内の店・施設
- 熊田公民館（閉館）
- 西部地区構造改善センター
- 医王山東光寺（真言宗御室派）
- 岩神神社
- 杉乃精
- 中川木工（閉店）
- ナカイチ工業
- ナカイ設備工業
- 農協京北支部
- ライフヨガ FUJIMOTO（閉業）
- 仲井電気工事商会

## 組織
- 熊田老人クラブ
- 熊田農家組合

## 主な出身者
- 村山昭三（旧京北町議会議員）

## 隣接地域
- 京北下熊田町
- 京北矢代中町
- 京北周山町